# Андигена золотогуза
Андигена золотогуза (Pteroglossus bailloni) — вид дятлоподібних птахів родини туканових (Ramphastidae).

## Назва
Вид названо на честь французького натураліста Луї Байона (1778—1855).

## Поширення
Вид мешкає в атлантичному лісі на південному сході Бразилії, сході Парагваю та північному сході Аргентини.

## Опис
Довжина тіла становить 35-40 см. Самець має розмах крил близько 130 см . Вага дорослих птахів складає від 156 до 174 м. Відмінною рисою виду є шафраново-жовтий колір оперення. Дзьоб також переважно жовтий, а крила швидше коричневі. Спина і хвіст зеленуватого кольору. Райдужна оболонка блідо-жовтого кольору.

## Спосіб життя
Живе під пологом лісу. Гніздиться в дуплах або на гілках дерев. Харчується плодами, безхребетними, а також яйцями і пташенятами.